# Sofia Chtcherbatova
Pour les articles homonymes, voir Apraxina.
 (février 2017).
Si vous disposez d'ouvrages ou d'articles de référence ou si vous connaissez des sites web de qualité traitant du thème abordé ici, merci de compléter l'article en donnant les références utiles à sa vérifiabilité et en les liant à la section « Notes et références ».
La princesse Sofia Stepanovna Chtcherbatova (en russe : София Степановна Щербатова), née Apraxina (1798-1885), est une philanthrope russe, seconde épouse du gouverneur général de Moscou, le général d'infanterie Alexeï Grigorievitch Chtcherbatov.

## Biographie
Elle est la fille du comte Stepan Stepanovitch Apraxine, général de cavalerie et gouverneur militaire de Smolensk, et de la princesse Catherine Vladimirovna Galitzine, fille du prince Vladimir Borissovitch Galitzine (ru) et de la princesse Nathalie Galitzine, née comtesse Tchernychova, qui inspira le personnage de La Dame de Pique.

## Mariage
En 1817, Sofia Stepanovna épouse le prince Alexeï Grigorievitch Chtcherbatov, qui avait vingt-deux ans de plus qu'elle. Le couple s'installe à Moscou. La princesse Chtcherbatova, selon ceux qui la connaissaient, était la personnification de la « grande dame ».[réf. nécessaire]
Du mariage sont nés :
- Catherine (1818-1869), mariée à Hilarion Illarionovitch Vassiltchikov (1805-1862) ;
- Grigori (1819-1881), marié à Sophia Alexandrovna Panina (1825-1905) ;
- Olga (1823-1879), fille d'honneur de l'impératrice Alexandra Feodorovna, mariée au prince SF Golitsyne (1812-1849) ;
- Boris (1824-1826).
- Vladimir (1826-1888), marié à Maria Afanassievna Stolypine (1832-1901).
- Alexandre (1829-1902), marié à Maria Pavlovna Moukhanova (1836-1892).

Elle est décédée le 3 février 1885 et a été enterrée aux côtés de son mari au monastère Donskoï.

## Distinctions
- Ordre de Sainte-Catherine